# Dubno (rejon rokicieński)
Dubno (ukr. Дубно) – wieś na Ukrainie w rejonie rokicieńskim obwodu rówieńskiego.